# Vent Point
Der Vent Point (von englisch vent ‚Entlüftung‘; polnisch Przylądek Gardzieli ‚Kap Kehle‘) ist eine felsige Landspitze im Südwesten von King George Island im Archipel der Südlichen Shetlandinseln. Sie liegt westlich des Nebles Point am Ufer der Maxwell Bay.
Polnische Wissenschaftler benannten sie nach hier befindlichen Fumarolen.